# CDF Croisières de France
CDF Croisières de France (oft auch nur CDF oder Croisières de France) war eine Kreuzfahrtreederei, die 2007 von Royal Caribbean Cruises gegründet wurde und bis zu ihrer Auflösung im Jahr 2017 Kreuzfahrten auf dem französischen Markt anbot.

## Geschichte
Im Jahr 2007 gab Royal Caribbean Cruises Ltd. die Gründung einer auf den französischen Markt ausgerichteten Reederei als Tochtergesellschaft ihrer Reederei Pullmantur Cruises bekannt. CDF Croisières de France startete im Mai 2008 mit der ehemaligen Holiday Dream von Pullmantur Cruises als Bleu de France als einzigem Schiff.
Im November 2010 gab CDF bekannt, die Bleu de France an die britische Reederei Saga Cruises verkauft zu haben. Das Schiff wurde jedoch bis Ende 2011 zurückgechartert. Ab 2012 betrieb CDF als Ersatz die von Pullmantur übernommene L'Horizon, die zuvor den Namen Pacific Dream getragen hatte.
Im Jahr 2014 wurde das Schwesterschiff der Horizon, die Zenith, von Pullmantur Cruises zu CDF transferiert.
Ursprünglich war für 2015 auch die Übernahme der Celebrity Century vorgesehen, welche jedoch stattdessen ab 2015 als Skysea Golden Era für das neue Joint Venture SkySea Cruises, an dem Royal Caribbean Cruises zu 35 Prozent beteiligt war, eingesetzt wurde.
Gemeinsam mit 51 Prozent der Anteile an Pullmantur verkaufte Royal Caribbean 2016 im Rahmen der Bildung eines Joint Ventures auch 51 Prozent der CDF-Anteile an Springwater Capital. Im Dezember 2016 gab Pullmantur bekannt, dass die Marke Croisières de France eingestellt werden würde. Die Horizon und die Zenith wurden 2017 zurück zu Pullmantur Cruises transferiert.

## Flotte
| Baujahr | Name           | Dienstzeit bei CDF | Vermessung (BRZ) | Bemerkung/Status | Bild |
| ------- | -------------- | ------------------ | ---------------- | --- | ---- |
| 1981    | Bleu de France | 2007–2011          | 37.301           | Von 1981 bis 1999 als Europa für Hapag-Lloyd Kreuzfahrten. Seit 2021 in Fahrt als Blue Sapphire für Selectum Blu Cruises. |      |
| 1990    | Horizon        | 2012–2017          | 47.427           | 2022 in Aliağa verschrottet.                                                                                              |      |
| 1992    | Zenith         | 2014–2017          | 47.413           | 2022 in Aliağa verschrottet.                                                                                              |      |